# Bubusette
Bubusette è stato un programma televisivo italiano trasmesso su Rai 2 in fascia pomeridiana, andato in onda dal 31 marzo al 5 ottobre 2003 e dal 23 gennaio al 2 aprile 2004.
La conduzione era affidata a Marco Balestri, con la partecipazione di Alena Šeredová per l'edizione 2003 (74 episodi) e Ilaria Spada per quella 2004 (10 episodi).

## Il programma
Bubusette era un quiz itinerante; a bordo di un furgone i conduttori visitavano varie città italiane, raccogliendo di volta in volta i concorrenti tra la popolazione locale.
A ciascun concorrente venivano poste sette domande di cultura generale (ciascuna denominata "bubu-uno", "bubu-due" e così via, fino alla domanda "bubu-sette", da cui trae il nome il programma), superate le quali avrebbe vinto un televisore al plasma.